# Seinei
Seinei (jap. 清寧天皇; * 444 (?); † 16. Januar 484) war der 22. Tennō von Japan (480–484).
Er war vermutlich eine Person des späten 5. Jahrhunderts, dessen Eigenname nicht überliefert ist.
Laut den Geschichtsbüchern Kojiki und Nihonshoki war er ein Sohn Kaiser Yūryakus. Sein Haar war bereits bei seiner Geburt grau. 
Er war ein barmherziger Herrscher ohne Kinder. Deshalb machte er die zwei Brüder Oke und Woke, die sich zu Beginn seiner Regierungszeit in Akashi offenbarten, zu seinen Prinzen, und bestimmte Oke zum Thronfolger.